# Unimodalidade
Unimodalidade é um termo usado em diversos contextos da matemática, relacionando-se, originalmente, a possuir uma única moda. Em geral, seu conceito se refere à existência de apenas um valor que aparece com maior frequência, definido de alguma forma, de um objeto matemático.

## Distribuição de probabilidade unimodal

Figura 1. Função densidade de probabilidade de uma distribuição normal, um exemplo de distribuição unimodal

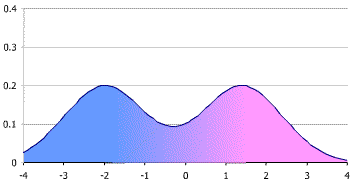
Figura 2. Função densidade de probabilidade de uma distribuição bimodal simples.

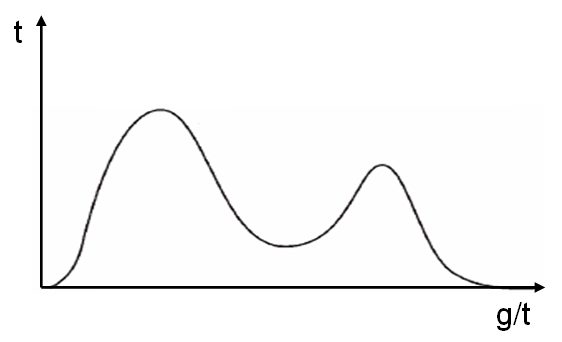
Figura 3. Função densidade de probabilidade de uma distribuição que, embora estritamente unimodal, é usualmente tida como bimodal.

Em estatística, a distribuição de probabilidade unimodal (ou quando se refere à distribuição: distribuição unimodal) é a distribuição probabilística que tem uma única moda. Como o termo “moda” que possui vários sentidos, o termo “unimodal” também possui.
A rigor, a moda de uma distribuição de probabilidade discreta é um valor com o qual a função massa de probabilidade tem seu valor máximo. Em outras palavras, é um valor mais provável. A moda de uma distribuição de probabilidade contínua é um valor com o qual a função densidade de probabilidade alcança seu valor máximo. Note que, nos dois casos, pode haver mais de uma moda, visto que o valor máximo de ambas as funções massa e densidade pode ser alcançado com mais de um valor.
Se existir um moda única, a função de distribuição é chamada de “unimodal”. Se existe mais de uma moda, chama-se “bimodal” para dois valores, “trimodal” para três, etc., ou, em geral, “multimodal”. A figura 1 ilustra as distribuições normais as quais são unimodais. Outros exemplos de unimodal são a distribuição de Cauchy, a distribuição t de Student e a distribuição chi-quadrado. A figura 2 ilustra uma distribuição bimodal.
A figura 3 mostra a distribuição que, por um definição rigorosa, é unimodal. No entanto, confusamente e principalmente em distribuições contínuas, quando a função densidade tem múltiplos pontos extremos, é normal se referir a todos eles por modas da distribuição. Portanto, se a função densidade tem mais de um ponto extremo, ela é chamada de multimodal. Comumente, a figura 3 é associada a uma distribuição bimodal.

## Outras definições
Há ainda outras definições de unimodalidade nas funções de distribuição existentes.
Em distribuições contínuas, unimodalidade pode ser definida pelo comportamento da função distribuição acumulada. Se esta for, seja {\displaystyle m} a moda, convexa para {\displaystyle x<m} e côncava para {\displaystyle x>m}, então a distribuição é unimodal. Note que, por essa definição, a distribuição uniforme é unimodal, assim como qualquer outra cuja máxima distribuição é conseguida por um intervalo de valores, e.g. distribuição trapezoidal. Perceba também que, geralmente, essa definição permite a descontinuidade da moda; normalmente, em uma distribuição contínua a probabilidade de qualquer valor é zero, enquanto que, nessa definição, é permitida uma probabilidade diferente de zero, ou um "átomo de probabilidade", para a moda.
O critério para unimodalidade também pode ser definido por uma função característica da distribuição ou por suas transformações de Laplace-Stieltjes.
Outra forma de definir a distribuição unimodal discreta é pela ocorrência de mudanças de sinal na sequência de diferenças probabilísticas. Uma distribuição discreta com a função massa de probabilidade, {\displaystyle \left\{p_{n};n=...,-1,0,1,...\right\}} é chamada de unimodal se a sequência {\displaystyle ...,p_{-2}-p_{-1},p_{-1}-p_{0},p_{1}-p_{2},...} tem exatamente uma mudança de sinal (zeros não contam).

## Usos e resultados
Abaixo estão alguns exemplos de resultados importantes que dependem da unimodalidade.

### Desigualdade de Gauss
Um importante resultado da distribuição unimodal é a desigualdade de Gauss. Esta que nos dá o limite superior sobre a probabilidade de o valor estar a uma maior distância de sua moda. Essa desigualdade depende de unimodalidade.

### Desigualdade de Vysochanskïï-Petunin
Esse resultado é um refinamento da desigualdade de Chebyshev. Esta garante que, em qualquer distribuição de probabilidade, “quase todos” os valores estão “próximos” da média. A desigualdade de Vysochanskïï-Petunin refina esse resultado para valores ainda mais próximos, visto que essa função de distribuição é unimodal. Outros resultados foram mostrados por Sellke & Sellke.

### Moda, mediana e média
Para uma distribuição unimodal, são conhecidos e precisos os seguintes limites
{\displaystyle \left|{\theta -\mu  \over \sigma }\right|\leq {\sqrt {3}},}
{\displaystyle \left|{\upsilon -\mu  \over \sigma }\right|\leq {\sqrt {0,6}},}
{\displaystyle \left|{\theta -\upsilon  \over \sigma }\right|\leq {\sqrt {3}}.}
Na figura, μ, ν e θ representam a média, mediana e moda, respectivamente; e σ é o desvio padrão.

### Obliquidade e curtose
Obliquidade e curtose de uma distribuição unimodal estão relacionados por uma desigualdade.
{\displaystyle \left|\varphi -k\right|\leq {5 \over 6}}
Na figura acima, k representa a curtose e γ e a obliquidade.
Outro limite foi também derivado:
{\displaystyle \left|\varphi -k\right|\leq {186 \over 125}}

## Função unimodal
Como o termo “modal” se aplica a conjuntos de dados e distribuição de probabilidade, e não geralmente a funções, a definição acima não se aplica. A definição de “unimodal” foi estendida para funções de números reais também.
Uma definição comum é a seguinte: uma função {\displaystyle f(x)} é unimodal se, para algum valor  {\displaystyle m}, ela cresce monotonamente   para {\displaystyle x\leq m} e decresce monotonamente para {\displaystyle x\geq m}. Nesse caso, o valor máximo de {\displaystyle f(x)} é {\displaystyle f(m)} e não existe nenhum outro máximo local.
Provar a unimodalidade é geralmente difícil. Uma das formas consiste em usar a definição da propriedade, mas ela acaba sendo adequada apenas para simples funções. Um método geral baseado em derivadas existe, mas não sucedeu para todas as funções apesar de sua simplicidade.
Exemplos de funções unimodais incluem funções polinomiais quadráticas com o coeficiente quadrático negativo, funções tent map, e mais.
A texto acima se relaciona às vezes com uma “forte unimodalidade”, a partir do fato de a monotonicidade implicada é uma forte monotonicidade. A função {\displaystyle f(x)} é uma função unimodal fraca se existir um valor {\displaystyle m} para o qual ela cresce monotonica e fracamente para {\displaystyle x\leq m} e decresce monotonica e fracamente para {\displaystyle x\geq m}. Nesse caso, o máximo valor de {\displaystyle f(m)} pode ser alcançado para um intervalo contínuo de valores de {\displaystyle x}. Um exemplo de uma função unimodal fraca é as linhas do triângulo de Pascal.
Dependendo do contexto, uma função unimodal pode também se referir a uma função que possui apenas um mínimo local ao invés de um máximo. Por exemplo, a amostragem unimodal local, um método para fazer uma otimização numérica, é frequentemente demonstrado com essa função. Também pode ser dito que uma função unimodal sobre essa extensão é uma função com um único extremo local.
Uma importante propriedade das funções unimodais é que o extremo pode ser encontrado usando algoritmos de busca como a busca de seção dourada,  busca ternária ou interpolação parabólica sucessiva.

## Extensão
Uma função {\displaystyle f(x)} é “S-unimodal” (frequentemente referida como “mapa S-unimodal”) se sua derivada de Schwarzian é negativa para todo {\displaystyle x\neq c}, no qual {\displaystyle c} é o ponto crítico.
Em geometria computacional, se uma função é unimodal, ela permite o design de eficientes algoritmos de busca pelo extremo da função.
Uma definição mais genérica, aplicada à função {\displaystyle f(X)} de uma variável vetor {\displaystyle X}, é que {\displaystyle f} é unimodal se existir um mapeamento diferencial um a um {\displaystyle X=G(Z)} tal que {\displaystyle f(G(Z))} é convexo. Geralmente, iríamos querer que {\displaystyle G(Z)} fosse continuamente diferenciável com a não-singular matriz Jacobiana.
Funções quasiconvex e quasiconcave estendem o conceito de unimodalidade para funções cujos argumentos pertencem a um espaço Euclidiano.